# 二河闸
二河闸，位于江苏省淮安市洪泽县，是中华人民共和国江苏省文物保护单位之一。
2011年12月30日，授予江苏省文物保护单位，是一座近现代重要史迹及代表性建筑。

## 工程背景
1954年淮河发生特大洪水，洪泽湖最高水位达15.23米，三河闸、高良涧进水闸及苏北灌溉总渠都超标准行洪，已建工程标准明显偏低。1957年，国家计委、水电部批准了"分淮入沂、综合利用工程规划"，开始挖淮沭新河，沿线兴建二河闸、淮阳闸、沭阳闸等涵闸工程。

## 概况
二河闸共35孔，单孔净宽10米，闸总宽401.8米，设计流量3000立方米每秒，校核流量9000立方米每秒，于1957年11月开工建设，至1958年6月建成，其中土方工程约267万立方米，石方工程约1.2万立方米，耗费混凝土6万余立方米，钢筋约2000吨。